# Từ Ngọc Long
Từ Ngọc Long (1928 – 23 tháng 3 năm 2006) là một trong những ca sĩ, tài tử nổi tiếng trong giai đoạn đầu của tân nhạc Việt Nam. Ông và anh ruột là ca sĩ Anh Ngọc đã nổi danh nhờ Đài phát thanh Huế, Đài phát thanh Pháp Á và Đài Phát thanh Sài Gòn từ giữa thập niên 50 đến những năm 70 của thế kỷ 20. Ông có giọng hát thuộc tông trung, chất giọng ấm, mượt mà, gắn liền với những ca khúc: Chuyển bến, Tà áo xanh, Lá đổ muôn chiều (của Đoàn Chuẩn - Từ Linh), Con thuyền xa bến (Lưu Bách Thụ), Dư âm (Nguyễn Văn Tý), Hình ảnh một buổi chiều (Lâm Tuyền), Tạ từ (Tô Vũ), Thu hát cho người (Vũ Đức Sao Biển).

## Tác phẩm
- Hận ly hương (Anh Hoa - Ngọc Long)
- Khúc nhạc hoài hương (Phó Quốc Thăng - Ngọc Long)
- Mùa thái hòa (Ngọc Long - Duy Linh)